# Flüchtlingslager Oberhollabrunn
Das Flüchtlingslager Oberhollabrunn war ein Lager für Kriegsflüchtlinge des Ersten Weltkrieges in Hollabrunn, Niederösterreich.

## Geschichte

### Vorgeschichte
Die Rückschläge Österreichs an der russischen Front – ein Großteil der Aufmarschpläne war Jahre zuvor von Oberst Alfred Redl verraten worden – führten zum Verlust von Ostgalizien und der Bukowina. Für die geflohene Bevölkerung mussten Auffanglager errichtet werden, wobei man zunächst auf verkehrsgünstig gelegene Schüttkästen im Landesinneren zurückgriff. Im Oktober 1914 wurden im heutigen Gebiet der Stadtgemeinde Hollabrunn die Schüttkästen von Weyerburg, Enzersdorf im Thale, Mittergrabern, Raschala und Sitzendorf an der Schmida als Notquartiere adaptiert und aufgrund der großen Zahl an Flüchtlingen auch Holzbaracken errichtet. Neben Flüchtlingen brachte man auch sogenannte „Internierte“ aus dem südlichen Teil der Monarchie in die Lager – es waren dies überwiegend italienische Zivilisten, bei denen man eine Zusammenarbeit mit den regulären italienischen Truppen befürchtete.

### Errichtung des Flüchtlingslagers Oberhollabrunn
Die große Anzahl an Flüchtlingen im Raum Oberhollabrunn führte zu den Überlegungen, hier ein eigenes Flüchtlingslager für ca. 6000 Personen zu errichten. Ursprünglich war dieses Lager im Bereich der Katastralgemeinde Raschala angedacht, was aber aufgrund der hohen Kosten für die Wasserversorgung zugunsten der Lage im Stadtgebiet verworfen wurde. Der damaligen Bürgermeisters Rudolf Kolisko brachte auch die Überlegungen ein, wie die Lagerinfrastruktur nach der einer Auflassung für die Stadtentwicklung genutzt werden könnte. Aufgrund der Initiative des Hollabrunner Bürgermeisters fiel im Dezember 1915 die Entscheidung für die Lage in Hollabrunn. Die Stadtgemeinde musste dafür die Grundeinlöse durchführen, die Wasser- und Stromversorgung bzw. die Abwasserleitung herstellen und eine Schleppbahn für den Bau und den Betrieb des Lagers errichten. Im Gegenzug sollte das Lager nach Erfüllung seines Zweckes in das Eigentum der Gemeinde übergehen und für Wohnzwecke genutzt werden können. Die Bauten sollten daher überwiegend in solider Bauweise errichtet werden, um eine dauerhafte Bewohnbarkeit zu ermöglichen. Im Jänner 1916 wurde mit den Arbeiten begonnen, bereits im Februar 1916 konnten die ersten Bauten besichtigt werden. Neben den Baracken wurden Ein-, Zwei- und Vierfamilienhäuser in solider Bauweise errichtet, die auch über Keller- und Dachbodenräume verfügen und auf die Errichtung von Kleinviehstallungen und Gemüsegärten bedacht genommen wurde. Im März 1916 konnte die Schleppbahn in Betrieb genommen werden. Das städtische Krankenhaus wurde mit einem Zubau und einer Krankenbaracke erweitert, um die Kapazität anzupassen.
Neben den Wohngebäuden wurde auf dem Lagergelände auch ein Gebäude für die Lagerverwaltung, ein Schulhaus, Verpflegsmagazine, eine Wäscherei, Werkstätten, Wachekasernen, Ställe Wirtschaftsgebäude und ein Gasthaus errichtet. Der Bau einer Kirche war geplant, konnte aber nicht ausgeführt werden. Das Lager wurde mit gewalzten Schotterstraßen erschlossen, die mit ein- oder beidseitigen Gehwegen und Alleebepflanzung ausgeführt waren. Das Lagergelände war mit einer Einzäunung eingegrenzt und konnte nur über die drei bewachten Zugänge betreten werden.
Im Sommer 1916 ging das Lager in Vollbetrieb und war mit über 2000 Flüchtlingen aus Teilen Ostgaliziens und der Bukowina.
Als Folge der Oktoberrevolution im Jahr 1917 und einem Waffenstillstand an der Ostfront kam es zu einem Rückströmen der Flüchtlinge in ihre Heimat und das Flüchtlingslager verlor Ende 1917 seine Funktion.

### Jugendfürsorgelager der Gemeinde Wien
Im März 1918 fand daher eine Besprechung über die künftige Verwendung des Flüchtlingslagers für die Unterbringung erholungsbedürftiger Kinder aus Wien im Sommer 1918 statt. Diese Vorgehensweise stellte einen Vertragsbruch dar, da die Stadtgemeinde ihren Teil für die Errichtung des Lagers aus dem Jahr 1915 erfüllt hatte und das Lager nunmehr in das Eigentum der Gemeinde übergegangen wäre.
Nach dem Ersten Weltkrieg wurde das Areal noch kurz von der Stadt Wien für die Lehrlingsausbildung genutzt.

### Gartenstadt
Unter Mithilfe von Viktor Zeidler wurde das Lager von der Stadt Hollabrunn erworben und nach und nach an Private für Wohnzwecke verkauft.

## Lage
Das Lager befand sich auf dem Gebiet der heutigen Gartenstadt östlich der Wienerstraße, beginnend etwa bei der Abzweigung nach Raschala., südlich der Gilleisstraße, westlich der Jahnstraße und nördlich der Straße der Sudetendeutschen. Die Emmy Stradalstraße führt damals wie heute durch das ehemalige Lager.

## Das Lager heute
An das einstige Flüchtlingslager erinnern Bauwerke, die teilweise bis heute, mit geänderter Nutzung, Bestand haben.
- Lagerfeuerwehr (Schirnböckgasse 9, heute als Wohngebäude genutzt)
- Siechenheim (Dietrichsteingasse 5 / Dr. Kutschergasse 11, heute als Wohngebäude genutzt)
- Dampfwäscherei (Dietrichsteingasse 7 / Dr. Kutschergasse 9, heute als Wohngebäude genutzt)
- Rinderstall (Dietrichsteingasse 12 / Dr. Bayergasse 2, heute als Wohngebäude genutzt)
- Wohngebäude mit Rinderstall (Dr. Bayergasse 4, heute als Wohngebäude genutzt)
- Wohngebäude mit Schweinestall (Dr. Bayergasse 6, heute als Wohngebäude genutzt)
- Wohngebäude mit Schweinestall (Dr. Bayergasse 8, heute als Wohngebäude genutzt)
- Werkstättengebäude (Dr. Bayergasse 14 / Straße der Sudetendeutschen 12, heute als Wohngebäude genutzt)
- Ambulatorium (Dr. Kutschergasse 2 / Emmy Stradalstraße 34, heute als Wohngebäude genutzt)
- Angestelltenbaracke (Dr. Kutschergasse 5, heute als Wohngebäude genutzt)
- Angestelltenhaus (Dr. Kutschergasse 7, heute abgebrochen)
- Quarantänebaracke (Dr. Kutschergasse 8, heute als Wohngebäude genutzt)
- Gendarmerie (Dr. Kutschergasse 12 / Wienerstraße 99, heute als Wohngebäude genutzt)
- Militärbaracke (Dr. Kutschergasse 13, heute als Wohngebäude genutzt)
- Schule (Dr. Viktor Zeidlerplatz 2, heute als Wohngebäude genutzt)
- Verwaltungsgebäude (Dr. Viktor Zeidlerplatz 5, heute als Wohngebäude genutzt)
- Verwaltungsgebäude (Dr. Viktor Zeidlerplatz 6, heute als Wohngebäude genutzt)
- Spitalsbaracke (Emmy Stradalstraße 20, heute als Wohngebäude genutzt)
- Spital (Emmy Stradalstraße 24, heute als Wohngebäude genutzt)
- Verwaltungsgebäude (Emmy Stradalstraße 31, heute als Wohngebäude genutzt)
- Schwesternheim (Emmy Stradalstraße 32, heute als Wohngebäude genutzt)
- Einfamilienhaus (Emmy Stradalstraße 49, heute als Wohngebäude genutzt)
- Einfamilienhaus (Emmy Stradalstraße 55, heute als Wohngebäude genutzt)
- Wohngebäude (Gilleisstraße 46, heute als Wohngebäude genutzt)
- Wohngebäude (Gilleisstraße 61, heute als Wohngebäude genutzt)
- Wohngebäude (Gilleisstraße 65, heute als Wohngebäude genutzt)
- Einfamilienhaus (Gilleisstraße 86, heute als Wohngebäude genutzt)
- Einfamilienhaus (Gilleisstraße 97, heute als Wohngebäude genutzt)
- Zweifamilienhaus (Schirnböckgasse 15/17, heute als Wohngebäude genutzt)